# Mauser 98
El Mauser 98 és un fusell alemany dissenyat per Paul Mauser el 1898 que va ser ràpidament adoptat per l'exèrcit alemany, que el va utilitzar en la Primera Guerra Mundial. També anomenat Gewehr 98, utilitza la munició 7,92 x 57 i té capacitat per a 5 trets.
El fusell Mauser 98 és considerat el millor fusell de forrellat de la història pel seu disseny i precisió. No obstant això, el disseny del Mauser va heretar una mala característica dels seus antecessors, i aquesta és la longitud total de l'arma (125 cm i 160 cm amb la baioneta calada), la qual cosa el converteix en un obstacle per a la guerra dinàmica o per a la guerra en llocs estrets (guerra de trinxeres). No obstant això, l'exèrcit alemany no es va veure en grans desavantatges, ja que els fusells dels seus enemics en la Primera Guerra Mundial (Anglaterra i França) eren igual o, fins i tot, més llargs que el mateix Mauser.
El disseny del Mauser 98 es va modificar, principalment per crear un fusell més curt. D'allí van néixer diversos prototips que portaven per dins al Mauser 98, com el fusell utilitzat per la mateixa Alemanya durant la Segona Guerra Mundial: el Mauser 98k.
Encara que el Mauser 98 és un fusell molt ben dissenyat, es tracta d'una arma de forrellat de recàrrega manual, per la qual cosa era més lent de disparar comparat, per exemple, amb el M1 Garand nord-americà. No obstant això, la qualitat i precisió feien que aquest fusell superés als semiautomàtics. De fet, quan el 1943 es van començar a distribuir els primers G43 (Gewehr 43), els soldats alemanys preferien conservar els seus vells Mauser Kar 98k, adduint falta de fiabilitat o de precisió dels nous fusells. La veritat és que cap altre fusell semiautomàtic de l'època podia impactar a un blanc a 1,4 km, i cap podia suportar tantes inclemències com el Mauser 98k.
Un oficial va comentar en una ocasió: "mai s'apunta tan bé com quan saps que només tens un tret", fent referència al fet que si es fallava amb el primer tret, es donava oportunitat a l'enemic de respondre mentre es preparava el Mauser per disparar una altra vegada, situació comprometedora que els fusells semiautomàtics havien d'eliminar, encara que això no era precisament el que sovint passava. En concordança amb aquest comentari, els soldats amb fusells semiautomàtics, confiats de tenir 10 bales a la seva disposició amb només prémer el gallet 10 vegades, no donaven en el blanc. No obstant això, els soldats amb fusells de forrellat, per fet de saber que només posseïen una bala i, si fallaven, podrien morir, disparaven amb una precisió més gran.